# Departamento de Valle Grande
Departamento de Valle Grande är en kommun i Argentina.   Den ligger i provinsen Jujuy, i den norra delen av landet, 1 400 km norr om huvudstaden Buenos Aires.
I omgivningarna runt Departamento de Valle Grande växer i huvudsak lövfällande lövskog. Runt Departamento de Valle Grande är det mycket glesbefolkat, med 2 invånare per kvadratkilometer.